# Phytomia errans
Phytomia errans är en tvåvingeart som först beskrevs av Fabricius 1787.  Phytomia errans ingår i släktet Phytomia och familjen blomflugor. Inga underarter finns listade i Catalogue of Life.